# Dolichoprosopus leuciscus
Dolichoprosopus leuciscus är en skalbaggsart som först beskrevs av Francis Polkinghorne Pascoe 1866.  Dolichoprosopus leuciscus ingår i släktet Dolichoprosopus och familjen långhorningar. Inga underarter finns listade i Catalogue of Life.